# トガリシロオビサビカミキリ
トガリシロオビサビカミキリ（尖白帯錆天牛、Pterolophia caudata）は、甲虫目カミキリムシ科に分類されるカミキリムシの一種。

## 分布
日本では北海道、本州、四国、九州に分布している。

## 生態
平地～山地に生息し個体数は多い。主にフジ、クズ、クワ、クリ、オニグルミなどの広葉樹を餌としており、枯れ枝や枯れ蔓などで見られる。また、街灯などの光や草むらなどでもよく見られ、触れると死んだふりをし落下する。つかまれると、前胸と中胸をこすり合わせて音を出し威嚇する。

## 特徴
体長12～16mm。体色は明褐色から赤褐色。褐色および灰白色の微毛に覆われており、上翅中央やや後方に白色の帯の模様がある。和名の通り、上翅末端がとがっている 。
長崎県男女群島の女島にはメシマトガリシロオビサビカミキリという亜種がいるが、それ以外は、翅端が尖って開いていること、翅鞘の斑紋や瘤などからサビカミキリの中ではわかりやすい部類である。